# Richard Attipoe
Richard Attipoe (20 april 1957 - Freetown, Sierra Leone, 3 juni 2007) was een Togolees politicus. Bij zijn overlijden was hij minister van sport. Hij maakte deel uit van de Togolese delegatie die de kwalificatiewedstrijd voor de African Cup of Nations tussen Sierra Leone en Togo in Freetown had bijgewoond.
Richard Attipoe overleed door een helikopterongeval van de luchtvaartmaatschappij Paramount Airlines op het Lungi International Airport. Behalve Attipoe vonden nog twintig personen de dood.